# Втома матеріалу

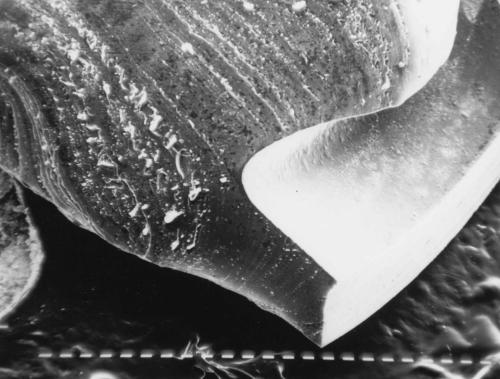
Приклад руйнування матеріалу колінчастого вала від втоми

Вто́ма матеріа́лу (англ. fatigue of materials) — ослаблення матеріалу в результаті поступового накопичення ушкоджень під дією змінних (часто циклічних) напружень через зміну його властивостей та утворення й розвиток тріщин, що обумовлює його руйнування за певний час. Такий вид руйнування називають втомним руйнуванням.
Явище зменшення міцності деталей машин під дією циклічного навантаження було виявлене ще в середині XIX століття. Це послужило підставою створення нового напрямку науки про міцність матеріалів і конструкцій, що отримав, також, назву «Втома матеріалів».

## Історична довідка
Першим дослідженням, де розглядається питання втоми матеріалу, вважають роботу Вільгельма Альберта, опубліковану 1838. Термін «втома» очевидно належить Ф. Брейтвейту (англ. Frederick Braithwaite) (1854), хоча Жан-Віктор Понселе ще у 1839-му у своїх лекціях у військовій школі Меца характеризував стан металів після циклічних навантажень як «стомленість».
У 1858–1870-х роках німецький інженер Август Велер розпочав систематичні дослідження втоми матеріалів, присвячені переважно вивченню втоми осей залізничного транспорту. Зокрема він вивчив умови експлуатації цих деталей, створив обладнання, яке дозволяло відтворювати в лабораторних умовах експлуатаційні режим їх роботи і побудував криві втоми досліджених матеріалів.
У 1880-х роках Й. Баушінгер встановив зміну границі пружності матеріалів при повторно-змінному навантаженні та довів відмінність процесів деформування при статичному і циклічному навантаженнях, а також виявив петлі гістерезису на діаграмі деформування в координатах «напруження–деформація».
У 1903-му Джеймс Альфред Юінґ і Д. Гемфрі виявили наявність на поверхні зразків, що зазнавали дії змінних навантажень, так званих смуг ковзання і встановили, що вони є передумовою появи тріщин втоми у металах Подальші дослідження довели, що виникнення смуг зсуву при напруженнях, значно нижчих, ніж границя плинності, пов'язане із структурною неоднорідністю металів, яка призводить до значних деформацій окремих локальних об'ємів матеріалу, а також, що при циклічному навантаженні відбувається локалізація процесу пластичного деформування, на поверхні зразка часто спостерігається виникнення виступаючих (екструзія) і вдавлених (інтрузія) ділянок матеріалу. На субмікроструктурному рівні механізми, що призводять до виникнення втомних тріщин, розглядають з використанням уявлень теорії дислокацій.
На поч. XX ст. опубліковано перші в Російській імперії дослідження із втоми матеріалів, авторами яких були українські науковці М. Воропаєвта К. Симінський.
У першій пол. XX ст. вивчено феноменологічні закономірності нагромадження втомного пошкодження в матеріалах та сформульовано гіпотези підсумовування пошкоджень, які дозволяють прогнозувати довговічність при змінних амплітудах, обґрунтовано методи підвищення опору втомному зруйнуванню за рахунок ініціювання у поверхневих шарах залишкових напружень стиснення, розпочато дослідження кінетики розвитку втомних тріщин та роботи зі створення методів оцінки граничного стану тіл з тріщинами тощо.
Інтенсивного розвитку дослідження втоми матеріалів набули у 1945–1960-х роках у зв'язку з втомними поломками авіаційних конструкцій, насамперед які мали катастрофічні наслідки (катастрофи перших реактивних цивільних літаків «Комета», 1954). Тоді ж було детально досліджено закономірності розсіяння даних експериментального визначення границі витривалості та кількості циклів до зруйнування матеріалів і створено методи їх урахування при проектуванні машин і конструкцій, сформульовано основні уявлення про зруйнування при малоцикловому навантаженні, розвинуто нові підходи щодо оцінки довговічності матеріалів і конструкцій, коли за основу прогнозу руйнування брали не напруження, а деформацію, зокрема її пластичну складову.
У 1961-му П. Періс запропонував рівняння, яке пов'язує швидкість розвитку втомної тріщини з величиною коефіцієнта інтенсивності напружень. На основі цих та інших критеріїв механіки руйнування виконано значний обсяг досліджень, у результаті чого встановлено основні закономірності розвитку втомних тріщин з урахуванням всього комплексу факторів, що мають місце в умовах експлуатації.

## Різновиди втоми
Термін «втома» застосовується для означення визначального фактора виду руйнування у вигляді несподіваного раптового поділу деталі чи елемента машини на дві або більше частини в результаті дії протягом деякого часу циклічних навантажень або деформацій. Руйнування відбувається шляхом зародження і поширення тріщини, котра стає його причиною після досягнення деякого критичного розміру і стає нестійкою й швидко збільшується. Кількість циклів навантажування, при якому настає руйнування, залежить від рівня діючого напруження — зі збільшенням змінних напружень зменшується кількість циклів, необхідних для зародження та розвитку тріщини. Навантаження і деформації, при яких зазвичай відбувається втомне руйнування, є набагато нижчими від тих, які призводять до руйнування в статичних умовах. Коли величини навантажень і переміщень такі, що руйнування відбувається більше ніж через 10 000 циклів, явище зазвичай називається багатоцикловою втомою. Коли ж величини навантажень і переміщень такі, що руйнування відбувається менше ніж через 10 000 циклів, явище називається малоцикловою втомою.
Коли циклічні навантаження і деформації виникають в деталі в результаті дії циклічно змінного температурного поля, явище зазвичай називається термічною втомою.
Руйнування, що носить назву поверхнева втома, зазвичай відбувається за наявності обертових контактуючих поверхонь. Виявляється воно у вигляді пітінгу, розтріскування і викришування контактуючих поверхонь в результаті дії контактних напружень, під впливом яких на невеликій глибині біля поверхні виникають максимальні за величиною циклічні дотичні напруження. Ці напруження призводять до виникнення тріщин, які виходять на поверхню, при цьому деякі частинки матеріалу відокремлюються. Це явище часто може розглядатись як різновид зношування.
Фретинг-втома — процес накопичування пошкоджень та спрацьовання матеріалів поверхонь, які контактують і здійснюють коливальні відносні переміщення з малою амплітудою під дією циклічного навантаження, яке спричинює змінні деформації зсуву поверхневих шарів, схоплювання і відокремлення частинок, поява оксидів, прискорене утворення тріщин, їх розвивання та руйнування об'єкта. Поверхневі ушкодження і мікротріщини, що з'являються в результаті фретингу відіграють роль зародків втомних тріщин, в результаті зростання яких втомне руйнування відбувається при таких навантаженнях, які в інших умовах не викликали б руйнування.
Ударна втома спостерігається, коли руйнування відбувається при повторній дії ударних навантажень внаслідок утворення та поширення втомних тріщин.
Корозійна втома являє собою складний вид руйнування, при якому спільно позначаються несприятливі ефекти корозії і знакозмінного навантаження, що призводять до руйнування. У процесі корозії на поверхні металу часто утворюються ямки, що стають концентраторами напружень. У результаті концентрації напружень процес втомного руйнування прискорюється. Крім того, тріщини в крихкому шарі продуктів корозії служать зародками втомних тріщин, що поширюються в основний метал. З іншого боку, в результаті дії циклічних напружень або деформацій відбувається розтріскування і відшаровування продуктів корозії, тобто відкривається доступ корозійного середовища до нових шарів металу. Таким чином, обидва процеси прискорюють один одного, і небезпека руйнування зростає.

## Характеристики втоми матеріалу

Крива втоми (крива Веллера)

Номінальні значення максимальних напружень в умовах перемінного навантажування є меншими від границі міцності і переважно меншими від границі плинності матеріалу.
Властивість матеріалу працювати в умовах циклічних навантажень характеризується границею витривалості — максимальним за абсолютним значенням напруженням циклу, за якого ще не відбувається руйнування від втоми протягом заданої кількості циклів навантажування, котру називають базою випробувань (N0). Її величина залежить від структури і дефектів матеріалу, технології виготовлення і обробки, стану поверхні, середовища і температури випробувань, концентрації напружень, розмірів зразка, режиму прикладання навантаження тощо і може змінюватись (за найнесприятливіших умов зменшуватись у 5…10 разів порівняно з границею міцності матеріалу). Ці особливості викликають значні складнощі при проектуванні машин і конструкцій у зв'язку з необхідністю виключення їх втомних поломок. Як свідчить практика, 50–80 % поломок машин і конструкцій пов'язані із втомою матеріалу.
Здатність матеріалу протистояти руйнуванню при напруженнях, перемінних у часі, називається витривалістю.
Основні характеристики опору втомі визначають з кривої втоми, яка характеризує залежності між максимальними напруженнями або амплітудами циклу та циклічною довговічністю зразків. Графічне представлення отриманої залежності між амплітудами напружень циклу і числом циклів до руйнування називають кривою втоми або діаграмою (кривою) Веллера (Август Велер, німецький інженер).
Загалом криву втоми, яка описує залежність між максимальними напруженнями і кількістю циклів до руйнування Nр, можна розділити на три ділянки. На ділянці І зруйнування відбувається внаслідок спрямованого пластичного деформування до величини граничної деформації, яка приблизно дорівнює граничній деформації при статичному навантаженні. На ділянці ІІ зруйнування відбувається після відносно невеликої кількості циклів навантаження (Nр ≤ 2⋅104 циклів) і ріст втомної тріщини супроводжується суттєвими пластичними деформаціями. Такий вид зруйнування називається руйнуванням від малоциклової втоми. На ділянках ІІ і ІІІ руйнування відбувається внаслідок зародження і розвитку втомної тріщини. На зламі, як правило, можна виділити дві ділянки: дрібноволокнистої будови, яка характерна для росту втомної тріщини і крупнозернисту ділянку остаточного руйнування.
На ділянці ІІІ матеріал руйнується після великої кількості циклів навантаження незначної амплітуди. У зв'язку з цим ділянку ІІ називають ділянкою малоциклової втоми; ІІІ — ділянкою багатоциклової втоми, або просто втоми.
При випробуванні деяких матеріалів, зокрема вуглецевих сталей за кімнатної температури, права ділянка залежності прямує до горизонтальної лінії (Nр > 107 циклів).
Під циклічною довговічністю розуміють кількість циклів напружень чи деформації, витриманих об'єктом, що навантажується, до граничного стану (утворення втомної тріщини визначеної довжини або повного руйнування).
Якщо прикладання навантажень до матеріалу носить періодичний характер, то сукупність усіх значень напружень, що виникають в матеріалі називають циклом напружень. На опір втомі в основному впливають мінімальні (σmin) і максимальні (σmax) напруження циклу та амплітуда циклу напружень {\displaystyle \left({\frac {|\sigma _{max}-\sigma _{min}|}{2}}\right)}. Відношення мінімального напруження циклу до максимального з врахуванням знаків напружень має назву — коефіцієнт асиметрії циклу і позначається літерою r
{\displaystyle r={\frac {\sigma _{min}}{\sigma _{max}}}}.
Тоді при симетричному циклі коефіцієнт асиметрії буде становити −1, а границя витривалості в умовах розтягування-стискання буде позначатись σ−1 в умовах кручення τ−1.

## Випробування на втому
Випробування на втому — випробування за дії циклічного навантаження об'єкта для визначення характеристик опору втомі.
При випробуванні на втому, визначають границю витривалості. Для визначення границі витривалості будують криві втоми. При цьому випробовують не менше десяти зразків для одного рівня навантаження. Криві втоми будують у напівлогарифмічних чи логарифмічних координатах.
Існують різні схеми випробувань: згин, крутіння, розтяг, стиск. Найпоширенішим методом випробування на втому є випробування на згин при обертанні циліндричного зразка, при якому один згинальний цикл відповідає одному оберту.

## Підходи до вивчення втоми
Проблему втоми матеріалів вивчають фахівці в галузі механіки, фізики, хімії, інженерних наук тощо. Їхні дослідження спрямовані як на вивчення природи втомного руйнування матеріалів і побудову відповідних теорій, так і на створення методів проектування машин і конструкцій, що унеможливлюють появу їх поломок від втоми у процесі експлуатації.
Науку про втому матеріалу можна розділити за підходами до вивчення на:
- Методи, що базуються на напруженнях (багатоциклова втома — втома матеріалу, за якої втомне пошкоджування і руйнування відбуваються без помітного накопичення деформацій, головним чином за пружної деформації).
- Методи, що базуються на деформаціях (малоциклова втома — це втома матеріалу, за якої втомне пошкоджування і руйнування відбуваються в основному під час пружно-пластичного деформування).
- Методи, що базуються на енергії деформації.
- Методи, що базуються на коефіцієнті інтенсивності напружень (механіка руйнування).